# Vergéal
Vergéal (auf Gallo Verjau, auf Bretonisch Gwerial) ist eine französische Gemeinde im Département Ille-et-Vilaine in der Bretagne. Sie gehört zum Kanton La Guerche-de-Bretagne im Arrondissement Fougères-Vitré. Die Bewohner nennen sich Vergéalais.

## Geografie
Die Gemeinde Vergéal liegt 30 Kilometer ostsüdöstlich von Rennes. Sie grenzt im Norden an Torcé, im Nordosten an Étrelles, im Osten und Süden an Domalain und im Westen an Bais.

## Bevölkerungsentwicklung
| Jahr                       | 1962 | 1968 | 1975 | 1982 | 1990 | 1999 | 2011 | 2020 |
| Einwohner                  | 531  | 515  | 470  | 464  | 535  | 590  | 750  | 805  |
| Quellen: Cassini und INSEE |      |      |      |      |      |      |      |      |

## Sehenswürdigkeiten
- Kirche Notre-Dame-de-la-Visitation
- Gefallenendenkmal

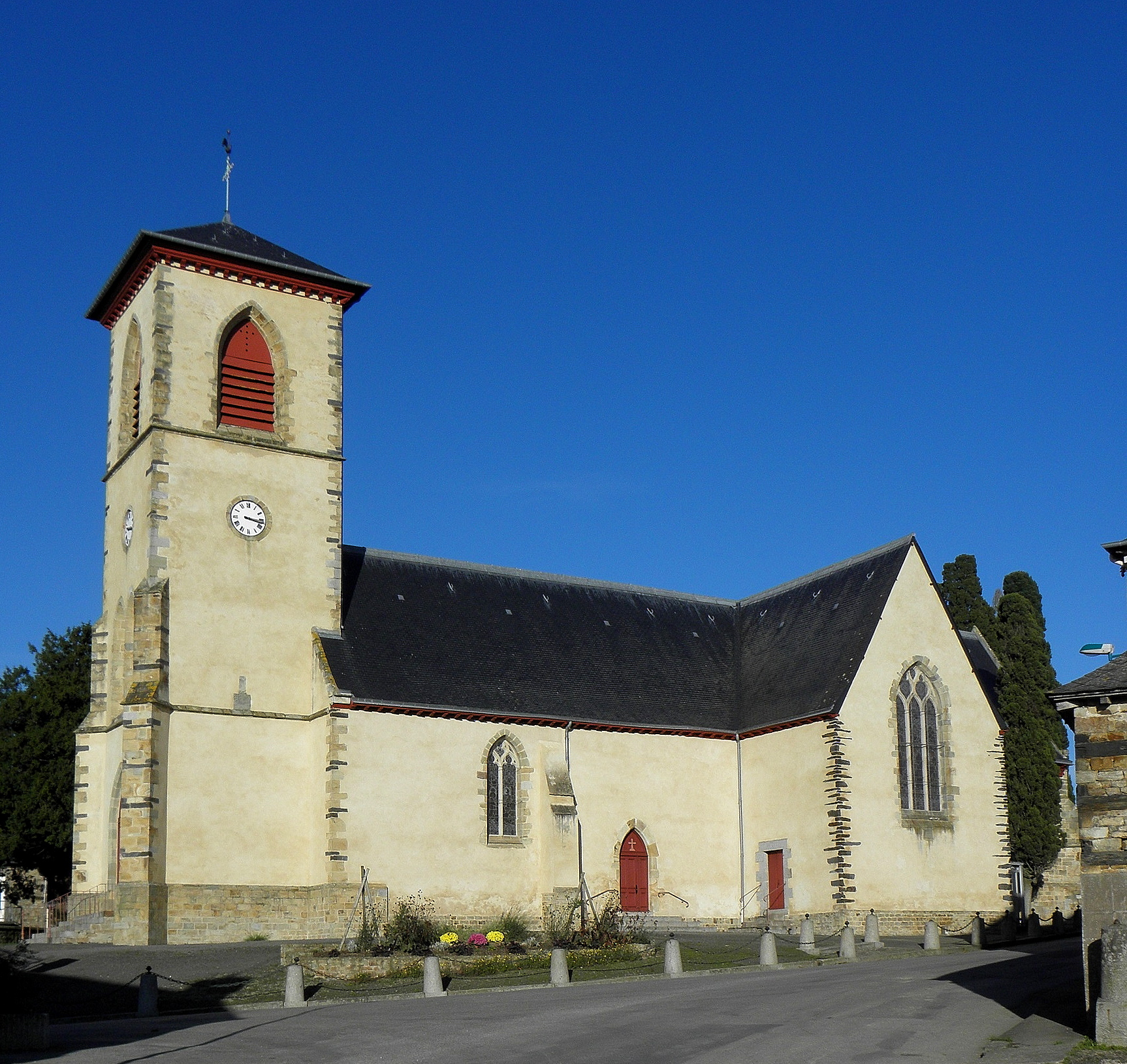
Kirche Notre-Dame-de-La Visitation
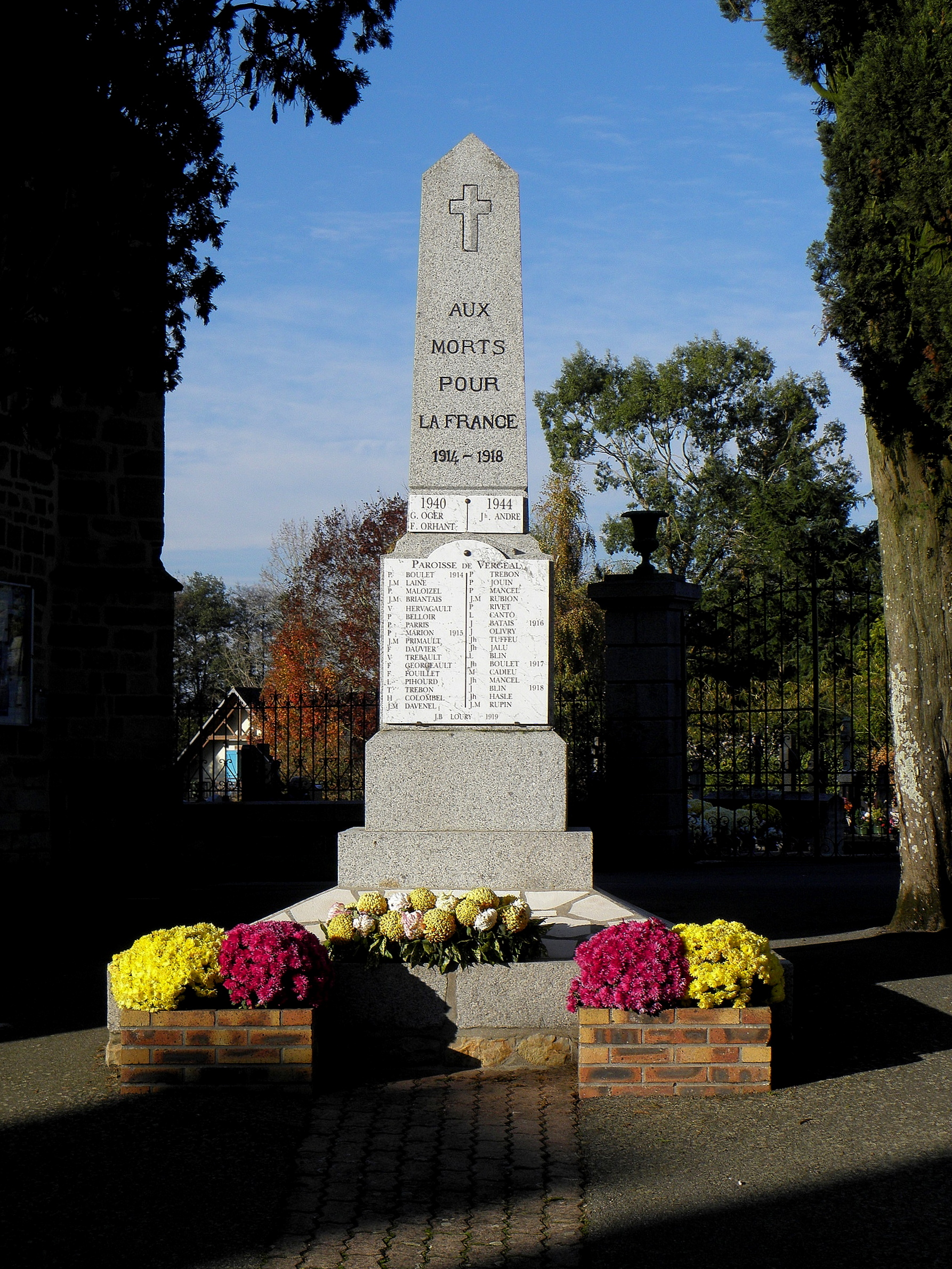
Gefallenendenkmal